# Vaimalau
Vaimalau ist ein Dorf im Distrikt Muʻa im Königreich Uvea, welches als Teil des französischen Überseegebiets Wallis und Futuna zu Frankreich gehört.

## Lage
Vaimalau liegt an der Westküste des Distrikts Muʻa im Süden der Insel Uvea, die zu den Wallis-Inseln gehört. Die Dorfkapelle heißt Chapelle Lausikula. Nördlich des Dorfes befindet sich der eindrucksvolle Lac Lalolalo (deutsch Lalolalo-See).